# Villaverde de Medina
Villaverde de Medina è un comune spagnolo di 570 abitanti situato nella comunità autonoma di Castiglia e León.